# Colt Express
Colt Express es un juego de mesa para entre tres y seis jugadores creado por el diseñador de juegos Christophe Raimbault y publicado en 2014 por Ludonaute.
En Colt Express cada jugador representa a un forajido que, a bordo de un tren, debe robar las joyas y dinero de los pasajeros. El tren es el elemento más espectacular del juego y es una estructura tridimensional que permite situar y mover meeples tanto en el interior de los vagones como sobre su techo.  Al comienzo de la partida en el interior de los vagones se sitúan diversas fichas de botín que representan las pertenencias de los pasajeros. Los jugadores usarán una serie de cartas para efectuar las acciones de su personaje (que incluyen disparos, puñetazos, robo o movimientos horizontales o verticales) o para desatar una serie de eventos. El personaje de cada jugador cuenta, además, con sus propias habilidades específicas.
Existen hasta una docena de expansiones que se basan en el juego original añadiendo nuevos elementos y que solo se pueden jugar si se tiene el juego base. Una reimplementación, denominada Colt Super Express, acorta el tiempo de juego a unos 15 minutos a través de una mecánica de tipo Battle Royale, en la que se van eliminando jugadores hasta que gana el último que queda en pie.

## Premios y nominaciones
Entre otras distinciones, Colt Express ha obtenido las siguientes:
- 2015 Ganador del premio Spiel des Jahres

- 2015 Ganador del premio Tric Trac de Bronze
- 2015 Ganador del premio Juego del Año
- 2015 Ganador del premio Gioco dell’Anno
- 2015 Ganador del premio As d'Or
- 2014 Nominado a los premios Golden Geek en las categorías de «mejor juego familiar», «mejor juego temático», «juego más innovador» y «mejor diseño y presentación».